# Instytut Botaniki im. Władysława Szafera Polskiej Akademii Nauk
Instytut Botaniki im. Władysława Szafera Polskiej Akademii Nauk – ośrodek badawczy z zakresu botaniki Polskiej Akademii Nauk znajdujący się w Krakowie w dzielnicy II Grzegórzki przy ul. Lubicz 46, na Wesołej.
W skład Instytutu wchodzi 5 zakładów: Ekologii, Fykologii, Mikologii, Paleobotaniki, Systematyki
oraz 2 pracownie: Briologii, Lichenologii.

## Historia
- 5 października 1953 roku został utworzony Zakład Botaniki jako samodzielna placówka naukowo-badawcza w Krakowie. Inicjatorem powstania był profesor Uniwersytetu Jagiellońskiego Władysław Szafer.
- 5 kwietnia 1956 roku uchwałą Prezydium Rządu PRL Zakład Botaniki został przekształcony w Instytut Botaniki.
- 1957, utworzenie Pracowni Lichenologii, której kierownikiem zostaje prof. Józef Motyka (1957-1962)[1].
- 10 czerwca 1986 roku Sekretariat Naukowy PAN nadał Instytutowi imię Władysława Szafera.

## Dyrektorzy IB PAN
- Władysław Szafer w latach 1953–1960
- Bogumił Pawłowski w latach 1961–1968
- Adam Jasiewicz w latach 1969–1983
- Kazimierz Zarzycki w latach 1984–1990
- Leon Stuchlik w latach 1990–1999
- Zbigniew Mirek w latach 1999–2011
- Konrad Wołowski
- Lucyna Śliwa[2].